# Věra Břeňová
Věra Břeňová, rozená Netušilová (8. října 1935 Heřmanův Městec) je česká knihovnice a historička, známá svými publikacemi i organizační činností.

## Životopis
Narodila se v Heřmanově Městci v rodině Josefa Netušila a jeho ženy Marie. Otec byl ředitelem Městské spořitelny v Heřmanově Městci a poté v Chrudimi. Věra z politických důvodů v roce 1950 nemohla podat přihlášku na gymnázium, absolvovala sociální školu v Chrudimi. V roce 1951 byl její starší bratr Milan, student vysoké školy a skaut, odsouzen za vlastizradu (šíření letáků) na 12 let do jáchymovských dolů, poté otec nucen pracovat jako dělník. 
Po maturitě v roce 1954 nastoupila do knihovny Národního muzea v Praze, a absolvovala knihovnický kurs pro kvalifikaci knihovnice. V roce 1959 se provdala za archeologa Jiřího Břeně, (v letech 1962 a 1969 se jim narodili dcera a syn). V roce 1970 absolvovala na filozofické fakultě Karlovy univerzity v Praze dálkové studium knihovnictví se specializací na literaturu. Roku 1975 získala titul doktorky filozofie.
Pracovala jako odborná knihovnice, historička a redaktorka ve Strahovské knihovně Památníku národního písemnictví v Praze a v 70. letech v Národní knihovně, kde  se podílela na zavádění automatizace knihovního fondu a jeho první databázi.
knih a článků. 
Publikovala biografické, bibliografické a historické stati. V letech 1995-2013 pracovala v Ústavu pro soudobé dějiny Akademie věd, kde spolupracovala s Vilémem Prečanem, uspořádala jeho knihovnu a archiv. 
Tři desítky let byla činná v zájmové Společnosti Vyšehrad při Vyšehradské kapitule, několik let až do jejího zrušení v roce 2019 ji vedla.